# Franz John
Franz Adolf Louis John (ur. 28 września 1872 w Pritzwalk, zm. 17 listopada 1952 w Berlinie) – niemiecki fotograf, jeden z założycieli Bayernu Monachium oraz pierwszy prezydent klubu. Pełnił tę funkcję w latach 1900–1903.
Urodził się 28 września 1872 roku, jako syn Friedricha Wilhelma oraz Idy John. Po tym, jak wraz z rodzicami przeniósł się do Pankow na obrzeżach Berlina, trafił do klubu piłkarskiego VfB Pankow. Tam też poznał Gustava Manninga – przyszłego sekretarza Niemieckiego Związku Piłki Nożnej.
Po odbytym stażu w Jenie, jako fotograf, Franz John przeprowadził się do Monachium, gdzie dołączył do klubu piłkarskiego MTV 1879 Monachium.
Kiedy 27 lutego 1900 roku, władze MTV nie zgodziły się na przyłączenie klubu do Związku Piłkarskiego Niemiec Południowych (SFV), jedenastu zawodników pod przywództwem Johna opuściło drużynę. Następnie w restauracji Gisela założyli oni Monachijski Klub Piłkarski "Bayern", a John został prezydentem klubu.
Pod jego wodzą klub przyłączył się do SFV. W 1903 roku odszedł z Bayernu, a jego miejsce zajął Holender Willem Hesselink. Rok później John powrócił do Pankow, gdzie otworzył własne studio fotograficzne, a z czasem został także prezydentem miejscowego VfB.
W 1920 roku został wybrany na honorowego prezydenta Bayernu Monachium.
Umarł bezpotomnie 17 listopada 1952 w Pankow.